# Michael R. Pinter
Michael R. Pinter (* 29. Juni 1969 in Graz) ist ein niederländischer Künstler und Kulturmanager.

## Werdegang

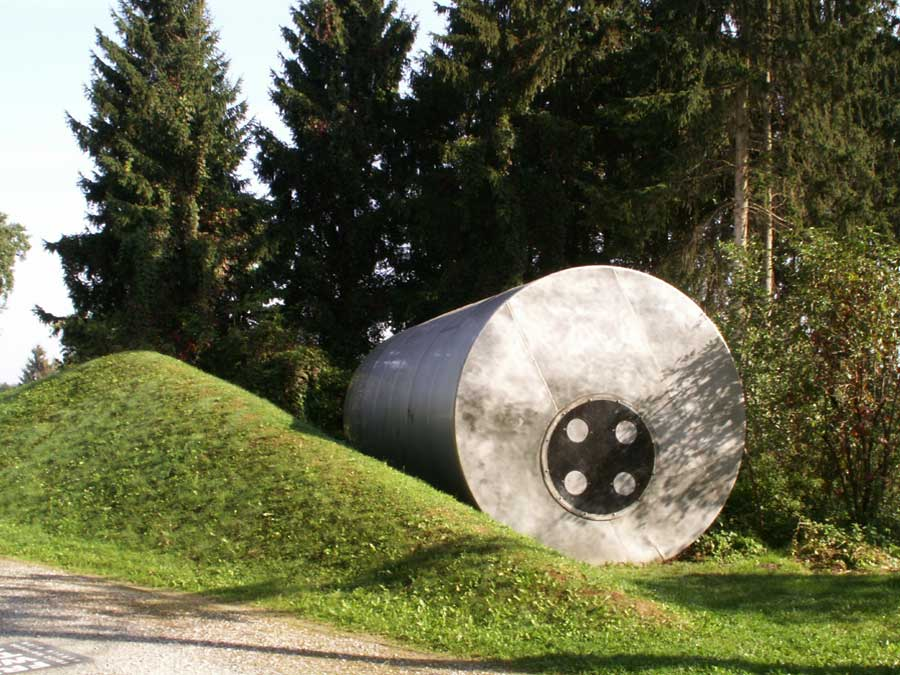
Klangskulptur SUB/DC (2003) im Österreichischen Skulpturenpark in Graz

Nach einem Selbststudium besuchte Pinter von 1989 bis 1990 die Meisterschule der Malerei in Graz, unterrichtet von Gerhard Lojen. Er ist seit 1991 freischaffender Künstler. Pinter lebt und arbeitet in Graz, Zeist und Berlin.
Seit 1996 liegt der Schwerpunkt seiner Arbeiten in der Multimedia- und Computerkunst. Gemeinsam mit Renate Oblak schuf er unter dem Namen reMI Videokunst, die unter anderem am International Film Festival Rotterdam, am Internationalen Kurzfilmfestival Hamburg, am Uppsala International Short Film Festival und bei Videoex gezeigt wurde. Ein weiteres Sujet des Künstlers sind Klangskulpturen aus Stahl, z. B. das Werk SUB/DC im Österreichischen Skulpturenpark in Graz.

## Auszeichnungen und Förderungen
- Arbeitsstipendium des Landes Steiermark
- Staatsstipendium Holland
- Komponistenförderung Österreich
- dritter Preis/directors choice für "Teufel Eintritt"[2] beim Black Maria Film Festival New Jersey USA

## Vereine und Festivals
- Seit 1999 Vorstandsmitglied des Vereins tonto[3]
- 2008–2010 Vorstandsmitglied des Künstlervereins "Kolonie Wedding"
- 2004 Organisation der Ersten Internationalen Pure Data Convention[4]
- 2004 Organisation und Leitung der sozialen Skulptur "Open Gates"[5]", Steirischer Herbst Festivalzentrum Künstlerhaus Graz Österreich
- 2007 Leitung des Festivals für Neue Musik "Krieg der Sprachen[6]" in Berlin
- 2008 Organisation und Leitung des Festivals für Medienkunst und Musik "Koloniale 319"
- seit 2010 Schwerpunkt Audiokunst / Performance im öffentlichen Raum mit der Künstlergruppe Bloodyblackredrabbits[7]